# Pras (rappeur)
Pour les articles homonymes, voir Pras.
Pras, de son vrai nom Prakazrel Samuel Michel, né le 19 octobre 1972 à Brooklyn, New York, est un rappeur, producteur de musique et de cinéma et acteur américain d'origine haïtienne, membre des Fugees.

## Biographie
Né de parents haïtiens dans le quartier de Crown Heights de l'arrondissement de Brooklyn, Pras grandit avec Wyclef Jean, son ami d'enfance arrivé à l'âge de neuf ans, en 1981, à Brooklyn. Cette relation fait qu'ils disent souvent qu'ils sont cousins. Dans sa jeunesse, Pras étudie au Rutgers College et à l'université Yale.
En 1989, le groupe Rap Translators (le nom Tranzlator Crew n'ayant été attribué qu'a posteriori car c'est sous le nom Rap Translators que le trio a commencé à se produire dans le New Jersey) est créé avec Wyclef et Lauryn Hill qui est une camarade de classe de Pras. Rap Translators deviendra le célèbre groupe The Fugees en 1994. En 1996, The Fugees atteignent le succès grâce à l'album The Score, qui sera certifié disque de platine à de multiples reprises. Pras se forge une carrière solo avec son LP solo intitulé Ghetto Supastar (That Is What You Are), qui fait participer Mýa et Ol' Dirty Bastard. Ghetto Supastar atteint le top 10 en 1999, et devient la bande-son du film Bulworth. Ghetto Supastar atteint la deuxième place des classements au Royaume-Uni en 1998.
Il publie Win Lose or Draw en 2005. La même année, Pras, Wyclef Jean et Lauryn Hill annoncent le retour des Fugees et enregistrent le single Take It Easy. En 2008, il chante en duo avec la chanteuse française Melissa M sur le titre Le Blues de toi une reprise de Gilbert Montagné.

## Discographie
- 1998 : Ghetto Supastar
- 2005 : Win Lose or Draw

## Filmographie

### Comme acteur
- 1999 : Mystery Men : Tony C
- 2000 : Turn It Up : Denzel / Diamond
- 2001 : Higher Ed : Ed Green
- 2002 : Go for Broke : Jackson / Jackie
- 2004 : Nora's Hair Salon
- 2004 : Careful What You Wish For : Zen Salesman
- 2006 : First Night : lui-même
- 2006 : Dave Chappelle's Block Party : lui-même
- 2007 : Reggaeton : Electric, Go Go Tales : Sandman
- 2008 : Mutant Chronicles : Capitaine Michaels

### Comme producteur
- 2000 : Turn It Up
- 2001 : Higher Ed (producteur exécutif)
- 2002 : Go for Broke
- 2007 : Skid Row
- 2008 : Mutant Chronicles
- 2010 : Paper Dreams
- 2012 : Sweet Micky for Prezidan